# SN 2001gj
SN 2001gj – supernowa typu II odkryta 21 listopada 2001 roku w galaktyce A053807-2342. W momencie odkrycia miała maksymalną jasność 22,40m.